# Clube Desportivo dos Olivais e Moscavide
O Clube Desportivo dos Olivais e Moscavide é uma instituição de utilidade pública da zona Oriental de Lisboa que se distingue na prática desportiva em diversões escalões das modalidades de Futebol e Basquetebol, para além de desenvolver diversas atividades recreativas e socioculturais.

## História
Fundado em 1 de Setembro de 1912 na Freguesia de Santa Maria dos Olivais onde se situa atualmente a Estação do Oriente (atual Freguesia do Parque das Nações), teve como primeiro nome Rua Nova Foot-ball Club onde participou em 1931/32 no Campeonato Distrital de Promoção da Associação de Futebol de Lisboa tendo conseguido nesse mesmo ano a promoção à 2ª Divisão Distrital. 
Em 1935 adota o nome Clube Desportivo dos Olivais.
Em 1943/44 vence a extinta Taça de Honra da AFL.
Em 1972/73 sagra-se Campeão da 2ª Divisão da AFL.
Em 1976/77 atinge pela primeira vez os Campeonatos Nacionais ao subir à 3ª Divisão Nacional mudando definitivamente o nome para Clube Desportivo dos Olivais e Moscavide. 
No ano em que vence a Taça de Honra da AFL em 1982/83 é reconhecido como Instituição de Utilidade Publica pelo Governo Português, vencendo novamente a Taça de Honra da AFL em 1984/85 e 1986/87.
Em 1988/89 obtém a melhor classificação de sempre do seu historial ao terminar em 9º lugar do Campeonato Nacional da 2ª Divisão.
Em 1991/92 vence a Zona Sul do Campeonato Nacional da 3ª Divisão.
Em 31/08/1993, é concedido pelo Estado Português a MEDALHA de MÉRITO DESPORTIVO, condecoração mais importante detida pelo Clube.
Em 1994/95 a participação na Taça de Portugal fica marcada pela eliminação nos quartos de Final pelo Sporting CP (que viria a vencer a prova) perante mais de 5 mil espectadores, a maior assistência até hoje verificada no Estádio Alfredo Marques Augusto.
Em 2000/01 atinge o seu primeiro titulo nacional ao sagrar-se Campeão Nacional da 3ª Divisão Nacional, feito que viria a ser superado ao atingir o 2º titulo nacional quando em 2005/06 se sagrou Campeão Nacional da 2ª Divisão Nacional.
Em 2006/07 integra os Campeonatos Profissionais na então denominada Divisão de Honra.
Em 2006 recebe a Medalha de Mérito Desportivo do Município de Loures.
Em 2013/14 na segunda época de regresso aos campeonatos distritais da AFL, vence o Campeonato da 2ª Divisão da AFL.
Na época 2019/20, a disputar o Campeonato da 2ª Divisão da AFL, vence a Taça AFL cuja final foi disputada no ano civil de 2021.
Em 2022, vence pelo segundo ano consecutivo a Final da Taça AFL.
Em 2023, faz história ao ser o primeiro Clube de Lisboa a vencer de forma consecutiva, três edições da Taça AFL.
Atualmente disputa o Campeonato da 1ª Divisão da AFL.

## Equipamento
O equipamento tradicional do Clube Desportivo dos Olivais e Moscavide é:
- Camisola grená;
- Calções azuis;
- Meias grená;

## Estádio
A equipa de futebol disputa os seus jogos no Estádio Alfredo Marques Augusto com capacidade para 2.730 espetadores.
Dimensões 102m x 68m.

## Histórico de Provas Nacionais
|                   | Nº Presenças | Títulos |
| ----------------- | ------------ | ------- |
| Temporadas na 1ª  | 0            |         |
| Temporadas na 2ª  | 1            |         |
| Temporadas na 2ªB | 15           | 1       |
| Temporadas na 3ª  | 15           | 1       |
| Taça de Portugal  | 28           |         |
| Taça da Liga      | 0            |         |

## Histórico recente Campeonatos Nacionais
|           | I | II | III | IV | V | Pts    | J  | V  | E  | D  | G.M. | G.S. | Diff. |
| 2008-2009 |   |    | 10  |    |   | 31 pts | 32 | 12 | 9  | 11 | 31   | 31   | 0     |
| 2007-2008 |   |    | 1   |    |   | 59 pts | 36 | 27 | 8  | 1  | 59   | 17   | +42   |
| 2006-2007 |   | 15 |     |    |   | 27 pts | 30 | 7  | 6  | 17 | 26   | 42   | -26   |
| 2005-2006 |   |    | 1   |    |   | 54 pts | 30 | 15 | 9  | 6  | 41   | 24   | +17   |
| 2004-2005 |   |    | 7   |    |   | 54 pts | 38 | 14 | 12 | 12 | 48   | 39   | +9    |
| 2003-2004 |   |    | 4   |    |   | 64 pts | 38 | 17 | 13 | 8  | 49   | 33   | +16   |
| 2002-2003 |   |    | 4   |    |   | 60 pts | 38 | 16 | 12 | 10 | 53   | 50   | +3    |
| 2001-2002 |   |    | 8   |    |   | 51 pts | 38 | 15 | 6  | 17 | 51   | 53   | -2    |
| 2000-2001 |   |    |     | 1  |   | 72 pts | 34 | 22 | 6  | 6  | 70   | 31   | +39   |
| 1999-2000 |   |    |     | 5  |   | 49 pts | 34 | 14 | 7  | 13 | 62   | 45   | +17   |
| 1998-1999 |   |    |     | 7  |   | 51 pts | 34 | 13 | 12 | 9  | 43   | 31   | +12   |
| 1997-1998 |   |    |     | 11 |   | 45 pts | 34 | 12 | 9  | 13 | 36   | 35   | +1    |

## Títulos Nacionais
- Campeão Nacional 2ª Divisão (2005/06)
- Campeão Nacional 3ª Divisão (2000/01)